# 王衮 (医家)
參數所指定的目標頁面不存在，建議更正成存在頁面或直接建立下列一個頁面（建立前請先搜尋是否有合適的存在頁面可以取代）：
- 王衮 (消歧义)

王衮（?—?）。太原（今山西太原）人，宋代医家。
王衮早年侍奉其父赴滑台（今河南滑县）为官。途中父亲患病，遇到庸医不究脉理，误投汤剂，病竟不起。母又多病。后来历任钱塘酒官、中书堂后官、大理寺少卿等职。潜心学医术，留意医药，广搜验方。历时二十余年，博采群方七千余方，择其要者五百余方，分作三篇（三卷），集成《王氏博济方》，于1047年（庆历七年）刊行于世，书名《博济方》，在当时个人撰辑的方书中有较大的影响。原书已佚，今存者由《永乐大典》之残文辑出共得三百五十余方，厘为五卷。辑佚本内容约为原书的十分之七。在药物炮制方面，他提到虻虫“炒黑”但未作去头翅足的要求，这与现代研究的结果相吻合。